# Araucaria
Pour les articles homonymes, voir Araucaria (homonymie).
Genre
Le genre Araucaria est l'un des trois genres de végétaux de la famille des Araucariacées. Le genre doit son nom à la région d'Araucanie (Arauco) au Chili dont sont originaires deux espèces du genre. Des restes fossilisés indiquent qu'au Mésozoïque les Araucaria étaient abondants dans l'hémisphère sud.
Ce sont des conifères aux feuilles en aiguilles ou en écailles triangulaires leur donnant un aspect tout à fait particulier.

## Distribution géographique

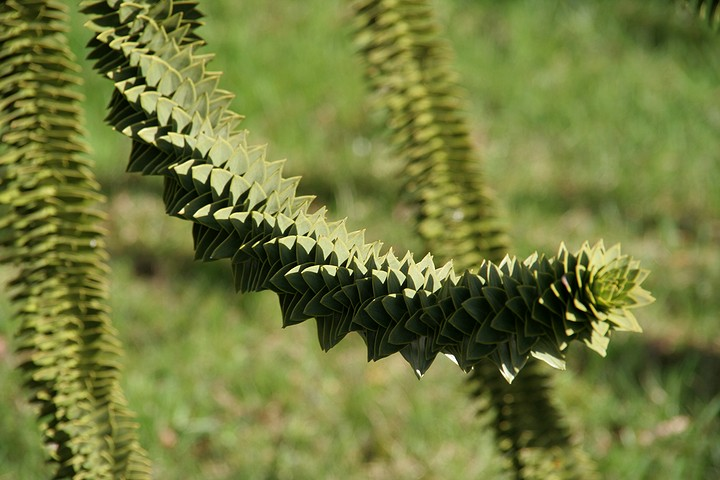
Une branche d'araucaria.

C'est au Mésozoïque, avant la fragmentation du supercontinent Gondwana, que le genre Araucaria y a atteint son maximum d'expansion, dans une zone comprise entre le 20e degré de latitude nord et le 60e degré de latitude sud ; les fossiles découverts en Inde, en Afrique, en Amérique, et en Australie en témoignent.
L'aire de répartition des représentants actuels, beaucoup plus restreinte, se confine aux régions suivantes :
- la Nouvelle-Guinée et l'Australie avec deux espèces chacune, l'une d'elles, Araucaria cunninghamii, étant commune aux deux régions,
- l'île Norfolk dans l'océan pacifique, avec une espèce communément appelée pin de Norfolk,
- la Nouvelle-Calédonie avec 14 espèces, en majorité colonnaires,
- l'Amérique du Sud avec deux espèces, l'une au Chili et en Argentine et l'autre au Brésil.

Cela porte à vingt le total des espèces actuelles présentes à travers le monde.
Des fossiles d'arbres de ce genre ont aussi été découverts aux îles Kerguelen, datés d'une quinzaine de millions d'années.

## Classification

### SectionAraucaria
- Pin du Paraná (Araucaria angustifolia). Sud-Est du Brésil (Paraná), Paraguay, Nord-Est de l'Argentine.
- Araucaria araucana. Chili central & Argentine occidentale
- Araucaria bidwillii. -- Bunya-bunya Australie orientale
- Araucaria hunsteinii. Klinki. Nouvelle-Guinée

### SectionEutacta
- Araucaria bernieri. Nouvelle-Calédonie
- Araucaria biramulata. Nouvelle-Calédonie
- Araucaria columnaris. Nouvelle-Calédonie -- Pin colonnaire
- Araucaria cunninghamii. Moreton Bay Pine, Hoop Pine. Australie orientale, Nouvelle-Guinée.
- Araucaria goroensis Nouvelle-Calédonie
- Araucaria heterophylla. Pin de Norfolk île de Norfolk (synonyme Araucaria excelsea)
- Araucaria humboldtensis. Nouvelle-Calédonie
- Araucaria laubenfelsii. Nouvelle-Calédonie
- Araucaria luxurians. Nouvelle-Calédonie
- Araucaria montana. Nouvelle-Calédonie
- Araucaria muelleri. Nouvelle-Calédonie
- Araucaria nemorosa. Nouvelle-Calédonie
- Araucaria rulei. Nouvelle-Calédonie
- Araucaria scopulorum Nouvelle-Calédonie
- Araucaria subulata Nouvelle-Calédonie
- Araucaria schmidii Nouvelle-Calédonie

## En Nouvelle-Calédonie
Une grande partie des espèces du genre sont endémiques de Nouvelle-Calédonie. Sur cette île les Araucarias ont une répartition qui comprend les zones côtières, les zones de basse et de moyenne altitude et certains sommets au-dessus de 1 000 m.
Ce sont des espèces grégaires qui, cependant, ne forment jamais de massifs forestiers denses. Bien au contraire, elles fuient les espèces environnantes plus compétitives, en colonisant en populations clairsemées les pentes escarpées et ensoleillées des thalwegs et les crêtes sommitales. Une partie des espèces sur cette île sont adaptées aux sols ultramafiques qui sont très présents sur l'île.
Les Araucarias de Nouvelle-Calédonie sont plus apparentés entre eux qu'avec les autres membres du genre présents en dehors de Nouvelle-Calédonie, ce qui indique une radiation évolutive locale sur cette île à partir d'un ancêtre commun, isolé sur l'île et séparé des autres membres du genre.

## Horticulture
Plusieurs espèces sont cultivées comme arbres ornementaux. L'araucaria du Chili ou « désespoir des singes » (Araucaria araucana) est le plus rustique sous climat tempéré et le plus courant en Europe. L'araucaria de Norfolk (Araucaria heterophylla, aussi appelé pin de Norfolk) et l'araucaria colonnaire (Araucaria columnaris) sont fréquemment plantés dans les régions côtières chaudes du monde et les régions tempérées à hivers très doux.